# 八木勝吉
八木 勝吉（やぎ かつよし）は、日本の実業家、ガンバ大阪元代表取締役社長。

## 人物・経歴
1963年、立教大学経済学部経営学科（現・経営学部）卒業。学生時代は体育会バスケットボール部に所属し、全日本大学バスケットボール選手権大会、全日本バスケットボール選手権大会で優勝を経験。
大学卒業後、松下電器産業株式会社（現・パナソニックホールディングス）に長く務める。入社して数十年が経った1991年10月に、同社のサッカー部を母体として株式会社松下サッカークラブを設立してJリーグ正会員に加盟し、翌1992年にはチーム名を『パナソニックガンバ大阪』として活動していくこととなるが、同チームを運営する株式会社松下サッカークラブの代表取締役社長を務めた。
1996年にはチーム名を『ガンバ大阪』に改称し、法人名も株式会社松下サッカークラブから株式会社ガンバ大阪に変更し、同社の代表取締役社長に就任した。
社長就任時に、ガンバ大阪の強化担当として梶居勝志を抜擢している。梶居は松下電器産業サッカー部およびガンバ大阪出身で、選手引退後に松下電器産業の人事部で働いていたが、再びサッカーの仕事をしようと同社を退社したのち、ガンバ大阪ジュニアでコーチのアルバイトをしていた。八木が声をかけ梶居は強化担当に就き、その後ガンバ大阪の強化部長を務めている。